# Geoffrey Lower
Geoffrey Lower (Casper, 19 marzo 1963) è un attore statunitense, noto al pubblico italiano per aver interpretato il reverendo Timothy Johnson ne La signora del West.

## Vita privata
Vive a Los Angeles con la compagna, la produttrice Karen Severin.

## Doppiatori italiani
Nelle versioni in italiano delle opere in cui ha recitato, Geoffrey Lower è stato doppiato da:
- Marco Balbi ne La signora del West
- Roberto Draghetti in NCIS - Unità anticrimine